# Roy Adler

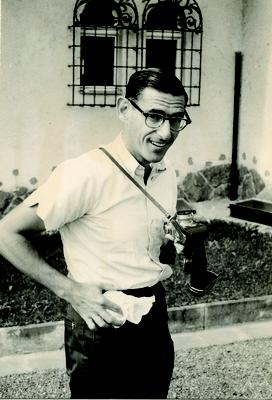
Roy Adler, Oberwolfach 1968

Roy Lee Adler (* 22. Februar 1931 in Newark, New Jersey; † 26. Juli 2016 in Chappaqua, New York) war ein US-amerikanischer Mathematiker.
Adler wurde 1961 an der Yale University bei Shizuo Kakutani promoviert (On some algebraic aspects of measure preserving transformations). Er war als Mathematiker bei IBM am Thomas J. Watson Research Center.
Adler befasste sich mit Dynamischen Systemen, Ergodentheorie, symbolischer und topologischer Dynamik und mit Kodierungstheorie.
Von ihm, L. W. Goodwyn und Benjamin Weiss stammt das Straßenfärbungsproblem, das Avraham Trakhtman 2007 löste.
Er war Fellow der American Mathematical Society. 1998 wurde er in die American Academy of Arts and Sciences gewählt.

## Schriften
- mit Brian Marcus: Topological entropy and equivalence of dynamical systems, American Mathematical Society 1979
- mit Benjamin Weiss: Similarity of automorphisms of the torus, Memoirs AMS 1970
- Symbolic dynamics and Markov partitions, Bulletin AMS, Band 35, 1998, S. 1–57
- mit L. W. Goodwyn, B. Weiss: Equivalence of topological Markov shifts, Israel J. Math., Band 27, 1977, S. 49–63
- mit Alan Konheim, M. H. McAndrew Topological Entropy, Transactions AMS, Band 114, 1965, S. 309–319
- Topological Entropy, in Scholarpedia
- mit Charles Tresser, Patrick A. Worfolk Topological conjugacy of linear endomorphisms of the 2-torus, Trans. Amer. Math. Soc. 349 (1997), 1633–1652
- mit B. Weiss Entropy, a complete metric invariant for automorphisms of the torus, Proc. Nat. Acad. Sci. U.S.A. 57 (1967), 1573–1576